# Liste der Präsidenten der Geological Society of America
Liste der Präsidenten der Geological Society of America
- James Hall, 1889
- James Dwight Dana, 1890
- Alexander Winchell, 1891
- Grove Karl Gilbert, 1892
- John William Dawson  1893
- Thomas C. Chamberlin, 1894
- Nathanial S. Shaler, 1895
- Joseph LeConte, 1896
- Edward Orton, Sr., 1897
- John James Stevenson, 1898
- Benjamin K. Emerson, 1899
- George Mercer Dawson, 1900
- Charles Doolittle Walcott, 1901
- Newton Horace Winchell, 1902
- Samuel F. Emmons, 1903
- John Casper Branner, 1904
- Raphael Pumpelly, 1905
- Israel Cook Russell, 1906
- C.R. Van Hise, 1907
- Samuel Calvin, 1908
- Grove Karl Gilbert 2. Amtszeit 1909
- Arnold Hague, 1910
- William Morris Davis, 1911
- Herman LeRoy Fairchild, 1912
- Eugene Allen Smith, 1913
- George F. Becker, 1914
- Arthur Philemon Coleman, 1915
- John Mason Clarke, 1916
- Frank Dawson Adams, 1917
- Whitman Cross, 1918
- John Campbell Merriam, 1919
- Israel C. White, 1920
- James F. Kemp, 1921
- Charles Schuchert, 1922
- David White, 1923
- Waldemar Lindgren, 1924
- William B. Scott, 1925
- Andrew Cowper Lawson, 1926
- Arthur Keith (1864–1944), 1927
- Bailey Willis, 1928
- Heinrich Ries, 1929
- Richard Alexander Fullerton Penrose, Jr., 1930
- Alfred C. Lane, 1931
- Reginald A. Daly, 1932
- Charles Kenneth Leith, 1933
- William Henry Collins (1878–1937), 1934
- Nevin M. Fenneman (1865–1945), 1935
- Walter Curran Mendenhall, 1936
- Charles Palache, 1937
- Arthur L. Day, 1938
- T. Wayland Vaughan, 1939
- Eliot Blackwelder, 1940
- Charles P. Berkey, 1941
- Douglas W. Johnson (1878–1944), 1942
- Everend Lester Bruce (1884–1949), 1943
- Adolph Knopf, 1944
- Edward W. Berry, 1945
- Norman L. Bowen, 1946
- Arville Irving Levorsen (1894–1965), 1947
- James Gilluly, 1948
- Chester R. Longwell, 1949
- William W. Rubey, 1950
- Chester Stock, 1951
- Thomas S. Lovering (1896–1991), 1952
- Wendell P. Woodring, 1953
- Ernst Cloos, 1954
- Walter H. Bucher, 1955
- George S. Hume (1893–1965), 1956
- Richard J. Russell (1895–1971), 1957
- Raymond Cecil Moore, 1958
- Marland P. Billings, 1959
- Hollis D. Hedberg, 1960
- Thomas B. Nolan (1901–1992), 1961
- M. King Hubbert, 1962
- Harry Hammond Hess, 1963
- Albert Francis Birch, 1964
- Wilmot H. Bradley, 1965
- Robert Ferguson Legget, 1966
- Konrad B. Krauskopf, 1967
- Ian Campbell (1899–1978), 1968
- Morgan J. Davis (1898–1979), 1969
- John Rodgers, 1970
- Richard H. Jahns (1915–1983), 1971
- Luna B. Leopold 1972
- John C. Maxwell (1914–2006),  1973
- Clarence R. Allen 1974
- Julian R. Goldsmith (1918–1999), 1975
- Robert E. Folinsbee (1917–2008), 1976
- Charles L. Drake (1924–1997), 1977
- Peter T. Flawn, 1978
- Leon T. Silver, 1979
- Laurence L. Sloss, 1980
- Howard R. Gould (1921–2013), 1981
- Digby J. McLaren, 1982
- Paul A. Bailly (1926–2012), 1983
- M. Gordon Wolman, 1984
- Brian J. Skinner, 1985
- W. Gary Ernst, 1986
- Jack E. Oliver, 1987
- Albert W. Bally, 1988
- Randolph W. Bromery (1926–2013), 1989
- Raymond A. Price, 1990
- Doris Malkin Curtis (1914–1991), 1991
- E-an Zen, 1992
- Robert D. Hatcher, 1993
- William R. Dickinson, 1994
- David A. Stephenson, 1995
- Eldridge M. Moores, 1996
- George A. Thompson, 1997
- Victor R. Baker, 1998
- Gail M. Ashley, 1999
- Mary Lou Zoback, 2000
- Sharon Mosher, 2001
- Anthony J. Naldrett, 2002
- B. Clark Burchfiel, 2003
- Rob Van der Voo, 2004
- William A. Thomas, 2005
- Stephen G. Wells, 2006
- John M. Sharp Jr., 2007
- Judith Totman Parrish, 2008
- Jean M. Bahr, 2009
- Joaquin Ruiz, 2010
- John Geissman, 2011
- George H. Davis, 2012
- Suzanne Mahlburg Kay, 2013
- Harry McSween (Hap McSween), 2014
- Jonathan G. Price, 2015
- Claudia I. Mora, 2016
- Isabel P. Montañez, 2017
- Robbie Gries, 2018
- Donald I. Siegel, 2019
- J. Douglas Walker, 2020
- Barbara L. Dutrow, 2021